# Inga-Lill Nilsson
Inga-Lill Vivan Marita Nilsson, född 16 oktober 1942 i Jämshög i Blekinge län, död 1 februari 2016 i Lund i Skåne län, var en svensk jazzsångerska. År 1959 fick hon sitt första engagemang som sångerska i Lazze Palms orkester. Hon fick sitt genombrott i Hylands Hörna i januari 1965 och debuterade på Berns Salonger dagen efter. Hon engagerades till Povel Ramels "Knäppupp" och gjorde soloframträdanden på svenska och utländska scener. Hon medverkade också i ett flertal TV-program. 
1968 låg hon på Svensktoppen i sex veckor med melodin Vilken underbar värld. Hon deltog i den svenska Melodifestivalen 1973 med melodin En frusen ros. Den slutade på 9:e plats.